# Metavandendriesscheite
La metavandendriesscheite è un minerale. è presente solitamente in prossimità di giacimenti di uranio, in particolar modo nell'Africa centrale.